# 아리수미래사랑
아리수미래사랑은 2002년 아리수한글를 설립한 교육 전문 기업이며, 아리수미래사랑의 모든 사이트는 2019년 12월 31일부터 폐지하였다.